# Sablia anderreggii
Sablia anderreggii là một loài bướm đêm trong họ Noctuidae.